# Donald E. Westlake

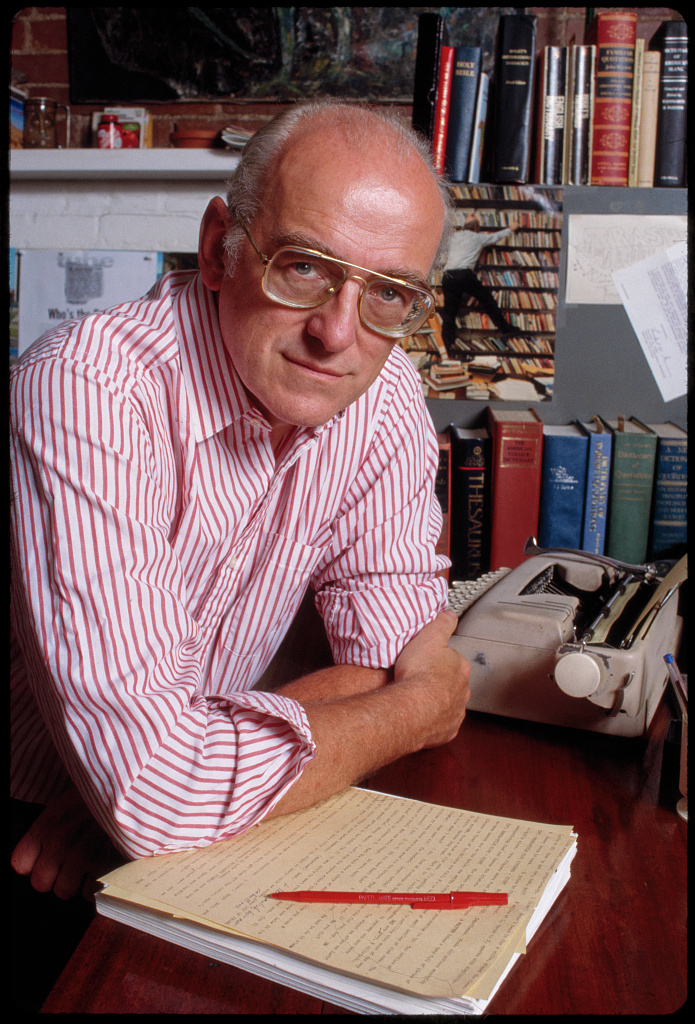
Donald E. Westlake, 1980er Jahre

Donald Edwin Westlake (* 12. Juli 1933 in Brooklyn, New York City; † 31. Dezember 2008 in San Pancho, Nayarit, Mexiko) war ein US-amerikanischer Schriftsteller und Drehbuchautor, der besonders durch seine Kriminalromane bekannt wurde.

## Leben
Geboren als Sohn von Lillian (Bounds) und Albert Joseph Westlake, wuchs Donald E. Westlake in Yonkers und Albany im Bundesstaat New York auf. Westlake ging in eine katholische Schule in Albany; anschließend besuchte er das Champlain College in Plattsburgh. Von 1954 bis 1956 diente er bei der U.S. Air Force und studierte danach am Harpur College in Binghamton, ohne jedoch einen Abschluss zu erlangen. 1958 zog Westlake nach New York City, wo er verschiedenen Jobs nachging.
Bereits in den frühen 1950er-Jahren fing er mit dem Schreiben an, veröffentlichte erste Science-Fiction- und Krimi-Storys und mehrere erotische Romane unter verschiedenen Pseudonymen. Über mehrere Jahre schrieb er 46 Kurzgeschichten für den schnellen, genre-orientierten Markt, von denen 27 veröffentlicht wurden. Mit Unterstützung der New Yorker Literaturagentur Scott Meredith veröffentlichte Westlake 1960 seinen ersten Kriminalroman The Mercenaries (dt.: Das Gangstersyndikat).
Danach veröffentlichte er über 100 Bücher – größtenteils Kriminal-, aber auch einige Science-Fiction-Romane. Westlake publizierte einige seiner Romane unter Künstlernamen wie John B. Allen, Curt Clark, Tucker Coe, Timothy J. Culver, Morgan J. Cunningham, Samuel Holt, Sheldon Lord (mit Lawrence Block), Allan Marshall, Richard Stark und Edwin West.
Westlakes berühmteste Figur ist der knallharte Berufskriminelle Parker (die Parker-Romane erschienen unter dem Pseudonym Richard Stark), später folgte John Dortmunder, ein vom Pech verfolgter Gangster mit Zügen des Genialischen, mit dem Westlake eine Art Gaunerkarikatur schuf.
Westlake war dreimal verheiratet. Nach Ehen mit Nedra Hendersen und Sandra Kalb heiratete er 1979 Abigail (Adams), die als Abby Westlake eine Reihe von Sachbüchern zum Thema Gartenpflege und Gartenpflanzen veröffentlichte und damit bekannt wurde. Mit Abby lebte Westlake zuletzt im Staat New York. Er war Vater von vier Söhnen.
Donald E. Westlake starb am 31. Dezember 2008 während eines Mexiko-Urlaubs an einem Herzinfarkt.

## Auszeichnungen
- 1968: Edgar Allan Poe Award – Best Novel für God Save the Mark
- 1972: Prix Mystère de la critique – International für Pierre qui brûle (The Hot Rock)
- 1990: Edgar Allan Poe Award – Best Short Story für Too Many Crooks
- 1991: Edgar Allan Poe Award – Best Motion Picture für das Drehbuch zu The Grifters (dt.: Grifters)
- 1993: Grand Master Award, die höchste Auszeichnung der Mystery Writers of America (MWA) für besondere Leistungen im Krimi-Genre und gleichbleibend hohe Qualität seiner Werke
- 2001: Prix Mystère de la critique – International für Le Couperet (The Ax)
- 2009: Deutscher Krimi Preis – International (1. Platz) für Fragen Sie den Papagei (Ask the Parrot)
- 2009: Krimi des Jahres 2008 (Platz 1) in der KrimiWelt-Bestenliste für Fragen Sie den Papagei
- 2010: Krimi des Jahres 2009 (Platz 8) in der KrimiWelt-Bestenliste für Keiner rennt für immer

## Werke

### Die John-Archibald-Dortmunder-Reihe
- 1970 The Hot Rock
  - Finger weg von heißem Eis, dt. von Sigrid Kellner; Frankfurt, Berlin, Wien: Ullstein 1971, ISBN 3-548-01373-2
- 1972 Bank Shot
  - Fünf gegen eine Bank, dt. von Sigrid Kellner; Frankfurt, Berlin, Wien: Ullstein 1973, ISBN 3-548-01524-7
- 1974 Jimmy the Kid
  - Jimmy the Kid, dt. von Sigrid Kellner; Frankfurt, Berlin, Wien: Ullstein 1975, ISBN 3-548-01694-4
- 1977 Nobody's Perfect
  - Jeder hat so seine Fehler, dt. von Burkhard Buss; München: Heyne 1979, ISBN 3-453-10420-X
- 1983 Why Me?
- 1985 Good Behavior
- 1990 Drowned Hopes
- 1993 Don’t Ask
- 1996 What's the Worst That Could Happen?
- 2001 Bad News
- 2004 The Road to Ruin
- 2004 Thieves’ Dozen (Erzählungen)
- 2005 Watch Your Back
- 2007 What’s so funny
- 2009 Get Real

### Die Parker-Reihe (veröffentlicht als Richard Stark)
- 1962 The Hunter, auch als: Point Blank; auch als: Payback
  - Jetzt sind wir quitt, dt. von Brigitte Fock; Frankfurt, Berlin: Ullstein 1968
  - auch als Payback, gleiche Übersetzung; Berlin: Ullstein 1999, ISBN 3-548-24585-4
  - Neuübersetzung: The Hunter, dt. von Nikolaus Stingl, München, Wien: Zsolnay 2015, ISBN 978-3-552-05715-9
- 1963 The Man with the Getaway Face (englische Ausgabe: The Steel Hit)
  - Parkers Rache, dt. von Christiane Nogly; Rastatt: Pabel 1975
- 1963 The Outfit
  - Die Gorillas, dt. von Christian Wessels; Frankfurt, Berlin: Ullstein 1968
- 1963 The Mourner
  - Ein Job für Parker, dt. von Werner Gronwald; München: Heyne 1968
- 1964 The Score / Killtown
  - Stadt im Würgegriff, dt. von Thomas Egerton; Frankfurt, Berlin, Wien: Ullstein 1975, ISBN 3-548-01683-9
- 1965 The Jugger
  - Parkers Urteil, dt. von Christiane Nogly; Rastatt: Pabel 1976
- 1966 The Seventh / The Split
  - Parker und der Amateur, dt. von Karl H. Kosmehl; Frankfurt, Berlin, Wien: Ullstein 1976, ISBN 3-548-01736-3
- 1966 The Handle / Run Lethal
  - Das Kasino vor der Küste, dt. von Franz Kiel; Frankfurt, Berlin, Wien: Ullstein 1975, ISBN 3-548-01695-2
- 1967 The Rare Coin Score
  - Sein Gewicht in Gold, dt. von Gretl Spitzer; Frankfurt, Berlin: Ullstein 1968
- 1967 The Green Eagle Score
  - Unternehmen Grüner Schnee, dt. von Gretl Spitzer; Frankfurt, Berlin: Ullstein 1969
- 1968 The Black Ice Score
  - Unternehmen Schwarzes Eis, dt. von Will Helm; Frankfurt, Berlin: Ullstein 1969
- 1969 The Sour Lemon Score
  - Eine Falle für Parker, dt. von Will Helm; Frankfurt, Berlin: Ullstein 1969
- 1971 Deadly Edge
  - Ein wunder Punkt kann töten, dt. von Hardo Wichmann; Frankfurt, Berlin, Wien: Ullstein 1971, ISBN 3-548-01426-7
- 1971 Slayground
  - Ich bin die dritte Leiche links, dt. von Ursula Goldtschmidt; Frankfurt, Berlin, Wien: Ullstein 1972, ISBN 3-548-11478-4
- 1972 Plunder Squad
  - Harte Zeiten, weiche Knie, dt. von Helmut Bittner; Frankfurt, Berlin, Wien: Ullstein 1973, ISBN 3-548-01582-4
- 1974 Butcher's Moon
  - Blutiger Mond, dt. von Heinz F. Kliem; Frankfurt, Berlin, Wien: Ullstein 1975, ISBN 3-548-01663-4
- 1997 Comeback
  - Verbrechen ist Vertrauenssache, dt. von Dirk van Gunsteren, Wien: Zsolnay 2011, ISBN 978-3-552-05550-6
- 1998 Backflash
  - Sein letzter Trumpf, dt. von Rudolf Hermstein; Wien: Zsolnay 2011, ISBN 978-3-552-05536-0
- 2000 Flashfire
  - Irgendwann gibt jeder auf, dt. von Rudolf Hermstein; Wien: Zsolnay 2010, ISBN 978-3-552-05518-6
- 2001 Firebreak
  - Der Gewinner geht leer aus, dt. von Dirk van Gunsteren; Wien: Zsolnay 2010, ISBN 978-3-552-05497-4
- 2002 Breakout
  - Das große Gold, dt. von Rudolf Hermstein; Wien: Zsolnay 2009, ISBN 978-3-552-05480-6
- 2004 Nobody runs forever
  - Keiner rennt für immer, dt. von Nikolaus Stingl; Wien: Zsolnay 2009, ISBN 978-3-552-05463-9
- 2006 Ask the Parrot
  - Fragen Sie den Papagei, dt. von Dirk van Gunsteren; Wien: Zsolnay 2008, ISBN 978-3-552-05446-2
- 2008 Dirty Money
  - Das Geld war schmutzig, dt. von Rudolf Hermstein; Wien: Zsolnay 2009, ISBN 978-3-552-05479-0

### Die Mitch-Tobin-Reihe (veröffentlicht als Tucker Coe)
- 1966 Kinds of Love, Kinds of Death
  - Auf totem Gleis, dt. von Martin Lewitt; Frankfurt, Berlin: Ullstein 1969
- 1967 Murder Among Children
  - Das hab ich nicht gewollt, dt. von Martin Lewitt; Frankfurt, Berlin: Ullstein 1969
- 1970 Wax Apple
  - Der Wachsapfel, dt. von Martin Lewitt; Frankfurt, Berlin, Wien: Ullstein 1970
- 1971 A Jade in Aries
  - Keine Schonzeit für Widder, dt. von Ingrid von Blücher; Frankfurt, Berlin, Wien: Ullstein 1971, ISBN 3-548-01410-0
- 1972 Don’t Lie to Me
  - Sag die Wahrheit, Kollege, dt. von Heinz F. Kliem; Frankfurt, Berlin, Wien: Ullstein 1974, ISBN 3-548-01585-9

### Die Alan-Grofield-Reihe (veröffentlicht als Richard Stark)
- 1967 The Damsel
  - Mädchenraub in Mexiko, dt. von Edith Massmann; Frankfurt, Berlin: Ullstein 1969
- 1969 The Dame
  - Kein Rum für Puerto Rico, dt. von Renate Steinbach; Frankfurt, Berlin: Ullstein 1970
- 1969 The Blackbird
  - Die Singdrossel, dt. von ?; Frankfurt, Berlin, Wien: Ullstein 1974, ISBN 3-548-01331-7
- 1971 Lemons Never Lie
  - Zunder, Zaster und Zitronen, dt. von Hansjürgen Wille u. Barbara Klau; Frankfurt, Berlin, Wien: Ullstein 1971, ISBN 3-548-01428-3

### Die Samuel-Holt-Reihe (veröffentlicht als Samuel Holt)
- 1986 I Know a Trick Worth Two of That
- 1986 One of Us Is Wrong
- 1987 What I Tell You Three Times Is False
- 1989 The Fourth Dimension Is Death

### Andere Kriminalromane
- 1960 The Mercenaries / The Smashers
  - Das Gangstersyndikat, dt. von Georg u. Rosmarie Kahn-Ackermann; München, Wien, Basel: Desch 1962
- 1961 Killing Time / The Operator
  - Einer von Sieben, dt. von Rosmarie Kahn-Ackermann; München, Wien, Basel: Desch 1963
- 1962 361
  - Höllenfahrt, dt. von Ursula von Wiese; München, Wien, Basel: Desch 1963
  - auch als Mafiatod, gleiche Übersetzung; Berlin: Rotbuch 2008, ISBN 3-86789-050-1
- 1963 Killy
  - Übung macht den Mörder
- 1964 Pity Him Afterwards
  - Ein Irrer macht Urlaub, dt. von Rosmarie Kahn-Ackermann; München: Desch 1966
- 1965 The Fugitive Pigeon
  - Wem die Sekunde schlägt, dt. von Rosmarie Kahn-Ackermann; München, Wien, Basel: Desch 1966
- 1966 The Busy Body
  - Heroin und viele Dollars, dt. von Rosmarie Kahn-Ackermann; München: Desch 1968
- 1966 The Spy in the Ointment
  - Held wider Willen, dt. von Christine Penitzka; München: Desch 1968
- 1967 God Save the Mark
  - Geld macht doch glücklich, dt. von Rosmarie Kahn-Ackermann; München: Desch 1968
- 1967 Philip
- 1968 Who Stole Sassi Manoon?
  - Wer stahl Sassi Manoon?, dt. von Mechtild Sandberg; Frankfurt, Berlin, Wien: Ullstein 1970
- 1969 Somebody Owes Me Money
  - Ich will mein Geld, dt. von Edith Massmann; Frankfurt, Berlin, Wien 1976, ISBN 3-548-01329-5
- 1969 Up Your Banners
- 1970 Adios, Scheherazade
- 1970 Ex Officio / Power Play (veröffentlicht als Timothy J. Culver)
- 1971 I Gave At the Office
- 1972 Cops And Robbers
  - Räuber in Uniform, dt. von Sigrid Kellner; Frankfurt, Berlin, Wien: Ullstein 1974, ISBN 3-548-01608-1
- 1973 Comfort Station (veröffentlicht als Morgan J. Cunningham)
- 1974 Help, I’m Being Held Prisoner
  - Hilfe, man hält mich gefangen, dt. von Sigrid Kellner; Frankfurt, Berlin, Wien: Ullstein 1975, ISBN 3-548-01676-6
- 1975 Brothers Keepers
- 1975 Two Much
  - Zwei sind zuviel, dt. von Sigrid Kellner; Frankfurt, Berlin, Wien: Ullstein 1976, ISBN 3-548-01735-5
- 1976 Dancing Aztecs / A New York Dance
- 1977 Enough
  - Einmal reicht noch lange nicht, dt. von Heinz Nagel, München: Heyne 1978, ISBN 3-453-10385-8
- 1980 Castle in the Air
  - Ein Luftschloss wird gejagt, dt. von Sigrid Kellner; Frankfurt, Berlin, Wien: Ullstein 1981, ISBN 3-548-10127-5
- 1982 Kahawa
  - Kahawa, dt. von Claus Fischer; Zürich: Diana 1984, ISBN 3-905414-11-2
- 1984 A Likely Story
- 1985 High Adventure
- 1987 Transylvania Station (mit Abby Westlake)
- 1987 High Jinx (mit Abby Westlake)
- 1987 The Hood House Heist
- 1988 Trust Me on This
- 1988 Double Crossing
- 1988 The Maltese Herring
- 1988 Way Out West
- 1989 Sacred Monster
- 1992 Humans
- 1994 Baby, Would I Lie?
- 1995 Smoke
- 1997 The Ax
  - Der Freisteller, dt. von Johannes Schwab; München, Wien: Europa 1998, ISBN 3-203-84002-2
- 2000 The Hook
- 2002 Put a Lid on It
- 2003 Money for Nothing

## Verfilmungen
Literarische Vorlage
- 1967: Point Blank – Keiner darf überleben
- 1967: Der Millionen-Coup der Zwölf (Mise à sac)
- 1971: Vier schräge Vögel
- 1973: Treffpunkt Central Park (Cops and Robbers)
- 1973: Revolte in der Unterwelt (The Outfit)
- 1973: Klauen wir gleich die ganze Bank (The Bank Shot)
- 1984: Der Zwilling (Le jumeau)
- 1990: Why me? – Warum gerade ich? (Why Me?) – auch Drehbuch
- 1995: Two Much – Eine Blondine zuviel
- 1997: Payback – Zahltag (Remake von Point Blank)
- 1998: Jimmy the Kid
- 2001: Schlimmer geht’s immer!
- 2005: Die Axt (Le couperet)
- 2013: Parker (Flashfire)

Drehbuch
- 1973: Treffpunkt Central Park (Cops and Robbers)
- 1978: Heiße Ware (Hot Stuff)
- 1986: The Stepfather
- 1988: Ein gesegnetes Team: Fatales Geständnis (Fatal Confession: A Father Dowling Mystery)
- 1990: Grifters
- 1995: Perfect Crimes – Drehbuch der dritten Episode
- 2005: Ripley Under Ground

## Graphic Novel Adaption
- 2009: The Hunter - von Darwyn Cooke (deutsch 2013, Frankfurt: Eichborn Verlag, ISBN 978-3-8479-0526-4).
- 2010: The Outfit - von Darwyn Cooke (deutsch 2014, Frankfurt: Eichborn Verlag, ISBN 978-3-8479-0562-2).